# Giustino Sanchini

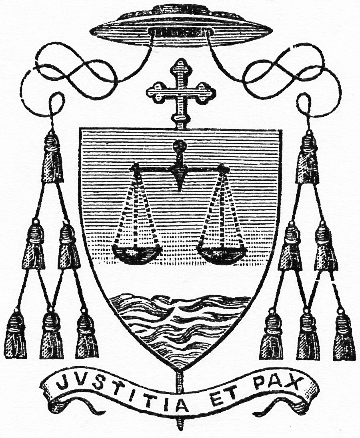
Bischofswappen von Giustino Sanchini

Giustino Sanchini (* 18. November 1860 in Cerreto di Saludecio, Provinz Rimini, Italien; † 23. Februar 1937 in Fano, Provinz Pesaro und Urbino, Italien) war Bischof von Fano.

## Leben
Giustino Sanchini studierte in Rimini und Rom. Im Jahr 1884 empfing er die Priesterweihe. Nach langjähriger Tätigkeit als Professor für Kirchenrecht und Moraltheologie wurde er Generalvikar des Bistums Rimini. Am 12. Juli 1909 ernannte ihn Papst Pius X. zum Bischof von Città di Castello. Sanchini nahm das Amt jedoch nicht an und blieb vorerst Generalvikar in Rimini.
Papst Benedikt XV. ernannte ihn schließlich am 5. Juni 1916 zum Bischof von Fano. Die Bischofsweihe spendete ihm am 14. Oktober desselben Jahres Vincenzo Scozzoli, Bischof von Rimini. Mitkonsekratoren waren Luigi Ferri, Bischof von Montalto, und Fabio Berdini, Bischof von Cesena. Sanchini richtete neue Pfarreien ein und stellte seine Priester in den Dienst des örtlichen Waisenhauses. 1927 wurde er Apostolischer Administrator von Fossombrone, was er bis 1931 blieb. 1928 verlieh ihm Papst Pius XI. den Titel eines Päpstlichen Thronassistenten. Giustino Sanchini starb 1937 im Alter von 76 Jahren und wurde in der Kirche San Cristoforo beigesetzt, deren Bau er selbst in die Wege leitete.